# 2014-es Radio Disney Music Awards
A 2014-es Radio Disney Music Awards  április 26-án tartottak, a Nokia Theatre LA Live zenei szinházba Los Angeles, Kaliforniába. Az ünnepséget a Radio Disney és a Disney Channel is sugározta. A legtöbb díjat Selena Gomez nyerte. A Disney Chanelen 3.24 millióan nézték.

## Jelöltek és Nyertesek
Február 22-én jelentették be a jelölteket. 
| - Demi Lovato - Katy Perry - Taylor Swift - Ashley valles - Justin Timberlake - Cody Simpson - Austin Mahone - One Direction - Emblem3 - R5 - R5 - Fall Out Boy - Paramore - Fifth Harmony - Ariana Grande - Zendaya - Becky G - Celeste Buckingham - The Vamps* - "Come & Get It" – Selena Gomez - "Roar" – Katy Perry - "Best Song Ever" – One Direction - "Still Into You" – Paramore - "Chloe (You're the One I Want)" – Emblem3 - "What About Love" – Austin Mahone - Swifties – Taylor Swift - Directioners – One Direction - Katycats – Katy Perry | - "Everything Has Changed" – Taylor Swift feat. Ed Sheeran - "Popular Song" – Mika feat. Ariana Grande - "Clarity" – Zedd feat. Foxes - "Me & My Girls" – Fifth Harmony - "Here's to Never Growing Up" – Avril Lavigne - "Loud" – R5 - "Ooh La La" – Britney Spears - "La Da Dee" – Cody Simpson - "The Fox (What Does the Fox Say?)" – Ylvis - Selena Gomez - Ariana Grande - Austin Mahone - "The Fox (What Does the Fox Say?)" – Ylvis - "Classic" – MKTO - "I Wish" – Cher Lloyd feat. T.I. - "Let It Go" – Idina Menzel (Jégvarázs) - "Crusin' For a Brusin'" – Ross Lynch (Tengerparti Tini Mozi) - "Ooh La La" – Britney Spears (Hupikék törpikék 2) - "Birthday" – Selena Gomez - "Dance with Me Tonight" – Olly Murs - "Wings" – Little Mix - "Made in the USA" – Demi Lovato - "Best Day of My Life" – American Authors - "Pass Me By" – R5 - Zendaya - Austin Mahone - Becky G |

## Különdíj
- Ariana Grande kapta a A Radio Disney toplistása díjat.[3]
- R5 kapta a Show Stopper díjat.[3]
- Shakira kapta a hős  díjat.

## Fordítás
- Ez a szócikk részben vagy egészben  a(z)   2014 Radio Disney Music Awards című angol Wikipédia-szócikk ezen változatának fordításán alapul.  Az eredeti cikk szerkesztőit annak laptörténete sorolja fel. Ez a jelzés csupán a megfogalmazás eredetét és a szerzői jogokat jelzi, nem szolgál a cikkben szereplő információk forrásmegjelöléseként.